# Edward Balcerzan
Edward Balcerzan (ur. 13 października 1937 w Wołczańsku k. Charkowa) – teoretyk literatury, krytyk literacki, tłumacz, poeta, prozaik.

## Życiorys
Od 1946 r. mieszkał w Szczecinie, gdzie uczęszczał do szkoły podstawowej i liceum ogólnokształcącego (Liceum Ogólnokształcące nr V im. Adama Asnyka). W 1961 r. ukończył filologię polską na Uniwersytecie im. Adama Mickiewicza, broniąc pracę magisterską Powieści Stanisława Ignacego Witkiewicza „Pożegnanie jesieni” i „Nienasycenie”. Od 1962 r. na stałe związany z Poznaniem. W 1968 r. uzyskał stopień doktora nauk humanistycznych za rozprawę dotyczącą problematyki dwujęzyczności w twórczości Brunona Jasieńskiego, napisaną pod kierunkiem Jerzego Ziomka. W 1972 r. habilitował się, w 1985 r. został mianowany profesorem nadzwyczajnym, w 1990 r. uzyskał tytuł profesora zwyczajnego.
Od 1961 r. był członkiem Związku Literatów Polskich (do jego rozwiązania w 1983 r.), od 1989 r. Stowarzyszenia Pisarzy Polskich, a od 1988 r. polskiego PEN Clubu. Od 1963 r. należał do PZPR, z której wystąpił w 1981 r. Od 1980 r. związany z NSZZ „Solidarność”. Od 1972 r. członek Polskiej Akademii Nauk, a następnie Polskiej Akademii Umiejętności. W 1990 r. został kierownikiem Zakładu Teorii Literatury UAM i wszedł w skład Rady Naukowej IBL. Wykładał na wielu uniwersytetach europejskich, autor i redaktor licznych prac i książek literaturoznawczych – dotyczących problematyki teorii literatury, teorii przekładu, zagadnień twórczości awangardowej (szczególnie Władimira Majakowskiego, Brunona Jasieńskiego, Juliana Przybosia, Mirona Białoszewskiego, Tymoteusza Karpowicza). Był promotorem na UAM jedynego doktoratu honoris causa Wisławy Szymborskiej.
Debiutował jako poeta w 1954 lub 1955 r. na łamach „Życia i Kultury” – dodatku literackiego „Głosu Szczecińskiego”. Publikował wiersze w tygodniku „Ziemia i Morze” w latach 1956–1957. Autor kilku zbiorów wierszy i książek prozatorskich. Reprezentant nurtu lingwistycznego w poezji polskiej, a także uznany twórca moskalików. Tłumacz poezji – m.in. Borisa Pasternaka i Giennadija Ajgiego. W 1964 r. razem z Wojciechem Burtowym prowadził w poznańskim klubie studenckim „Od nowa” czytaną gazetę „Struktury”. W latach 1968–1972 był redaktorem miesięcznika „Nurt”, publikował m.in. w „Twórczości” i w „Odrze”, w latach osiemdziesiątych współpracował z czasopismami ukazującymi się poza cenzurą – m.in. z „Kulturą Niezależną”. W latach 1972–1981 pełnił funkcję redaktora czasopisma literaturoznawczego „Teksty”, w latach 1990–1992 wchodził w skład redakcji „Tekstów Drugich”. Był stałym współpracownikiem ukazującego się w Poznaniu na początku lat dwutysięcznych miesięcznika kulturalnego „Arkusz”. Edytor i redaktor pism Brunona Jasieńskiego i Juliana Przybosia, autor antologii Pisarze polscy o sztuce przekładu. 1440–1974, 1977 (wydanie poszerzone, wraz z E. Rajewską: Pisarze polscy o sztuce przekładu 1440–2005, 2007).
W piśmie „Teksty Drugie” w 2006 r. ukazały się Listy do Bogusławy Latawiec i Edwarda Balcerzana (1971–1973) Tymoteusza Karpowicza.
W październiku 2012 r. otrzymał doktorat honoris causa Uniwersytetu Szczecińskiego.
Jego żoną była Bogusława Latawiec.

## Twórczość

### Poezja
- 1960: Morze, pergamin i ty[1]
- 1964: Podwójne interlinie[1]
- 1969: Granica na moment. Wiersze, przekłady, pastisze[1]
- 1972: Późny wiek. Poezje[1]
- 2007: Wiersze niewszystkie

### Proza
- 1964: Pobyt[1]
- 1972: Któż by nas takich pięknych. Tryptyk[1]
- 2003: Perehenia i słoneczniki[6] (opisuje ukraińsko-polskie dzieciństwo autora)

### Książki naukowe i krytycznoliterackie
- 1968: Styl i poetyka twórczości dwujęzycznej Brunona Jasieńskiego. Z zagadnień teorii przekładu[1]
- 1971: Oprócz głosu. Szkice krytycznoliterackie (eseje z zakresu literatury)[1]
- 1972: Przez znaki. Granice autonomii sztuki poetyckiej. Na materiale polskiej poezji współczesnej[1]
- 1973: Lata siedemdziesiąte[1]
- 1982: Kręgi wtajemniczenia. Czytelnik, badacz, tłumacz, pisarz
- 1982: Poezja polska w latach 1939–1965. Część 1. Strategie liryczne
- 1988: Poezja polska w latach 1939–1965. Część 2. Ideologie artystyczne
- 1984: Włodzimierz Majakowski (monografia)
- 1989: Liryka Juliana Przybosia
- 1990: Przygody człowieka książkowego. (Ogólne i szczególne)
- 1990: Poezja polska w latach 1918–1939
- 1997: Śmiech pokoleń – płacz pokoleń
- 1998: Poezja polska w latach 1939–1968
- 1998: Literatura z literatury (strategie tłumaczy) („Studia o przekładzie”, t. 6)
- 2004: O nowatorstwie („Wykłady Schopenhauerowskie”, wykład I)
- 2005: Zuchwalstwa samoświadomości
- 2009: Tłumaczenie jako „wojna światów”. W kręgu translatoryki i komparatystyki

## Odznaczenia
- Złoty Krzyż Zasługi
- Odznaka Honorowa Miasta Poznania[3]
- Złoty Medal „Zasłużony Kulturze Gloria Artis” (5 stycznia 2007)[7][8]

## Nagrody i wyróżnienia
- 1971 – nagroda miesięcznika „Odra” za książkę Oprócz głosu. Szkice krytycznoliterackie. PIW, Warszawa 1971[1]
- 1989 – nagroda Fundacji Literatury za książkę Poezja polska w latach 1939–1965, cz. II: Ideologie artystyczne. WSiP, Warszawa 1988
- 1992 – nagroda Fundacji Afreda Jurzykowskiego w Nowym Jorku w dziedzinie teorii literatury za Przygody człowieka książkowego. (Ogólne i szczególne). PEN, Warszawa 1990
- 1997 – nagroda Polskiego PEN Clubu za twórczość eseistyczną[9]
- 1998 – nagroda „Literatury na Świecie” za książkę Literatura z literatury (strategie tłumaczy). Studia o przekładzie pod red. Piotra Fasta, Nr 6. „Śląsk”, Katowice 1998
- 2016 – Nagroda im. Kazimierza Wyki[10].